# Нападение студента с ножом в Цзянсы (2024)
Нападение студента с ножом в Цзянсу произошло 16 ноября 2024 года. Бывший студент нанес ножевые ранения двадцати пяти людям, убив восьмерых, в Профессиональном колледже искусств и технологий Уси в Исине, городской округ Уси, провинция Цзянсу, Китай.

## Предыстория
Профессиональный колледж искусств и технологий Уси — это государственный общеобразовательный профессиональный колледж полного дня, расположенный в Уси, провинция Цзянсу. Согласно описанию колледжа, он занимает почти 1000 квадратных метров земли и имеет площадь около 290 000 квадратных метров.
Китайское законодательство требует, чтобы все студенты старших курсов профессиональных колледжей работали в течение семестра или дольше. В течение этого периода некоторые колледжи будут выполнять функции бригадиров и отправлять учащихся на фабрики, нуждающиеся в рабочих, которые часто работают сверхурочно за очень небольшую зарплату.

## Нападение
Около 18:30 по местному времени 21-летний Сюй Цзяцзинь, выпускник колледжа 2024 года, устроил поножовщину в колледже во время занятий, убив восьмерых и ранив ещё 17 человек.
По данным СМИ, нападавший спрятался в кустах на территории колледжа, а затем напал на студентов, без разбора нанося ножевые ранения. На фотографиях с места происшествия были запечатлены жертвы, лежащие на земле в окровавленной одежде. Некоторые студенты рассказали, что их соседи по комнате получили ножевые ранения, и велели другим не выходить на улицу. Многие студенты прятались в своих общежитиях и даже закрывали двери коробками с одеждой, чтобы помешать убийце проникнуть внутрь.
Несколько полицейских машин и машин скорой помощи прибыли к колледжу, и полицейские вошли внутрь со щитами в руках. Нападавший столкнулся с полицией на игровой площадке колледжа с ножом в руках. Полицейский усмирил его, когда он был на его стороне, а несколько студентов мужского пола пришли на помощь полицейским.
Примерно в 23:30 того же дня Бюро общественной безопасности города Исин сообщило, что нападавший был арестован на месте и признался в совершении преступления. Некоторые из раненых были отправлены в новый кампус народной больницы Исина.

## Преступник
Преступником оказался Сюй Цзяцзинь, 21-летний недавний выпускник колледжа.

### Мотив
По данным полиции, преступник был выпускником колледжа 2024 года и провалил экзамены. Он якобы «без колебаний» признался в совершении нападения из-за гнева по причине неполучения диплома об окончании колледжа, плохих результатов экзаменов и «неудовлетворенности оплатой практики».
Предполагаемая предсмертная записка преступника, распространявшаяся в социальных сетях, содержала заявление о том, что фабрика, на которой он практиковался, задолжала ему зарплату, и что колледж лишил его диплома, не дав закончить учёбу. В нём также содержались такие заявления, как: «Я надеюсь, что моя смерть приведет к улучшению трудового законодательства» и «да здравствует пролетариат».

### Последствия
Из-за того, что нападение произошло через пять дней после наезда на толпу в Чжухае, инцидент привлек внимание средств массовой информации всего мира. У одного из входов в колледж были выложены букеты цветов, но позже охрана убрала их. Китайские власти подвергли цензуре онлайн-обсуждение теракта; единственной информацией в китайском Интернете о нападении является официальный полицейский отчет.
Журналисты пытались взять интервью у директора колледжа, но получили ответ, что директор занят. Провинциальный комитет коммунистической партии Китая в Цзянсу во главе с Синь Чансином провел заседание, а затем опубликовал уведомление о том, что полиция должна уделить большое внимание инциденту и усилить наблюдение в местах массового скопления людей.
По состоянию на 17 ноября пострадавшие в возрасте 18-19 лет находились на лечении, и расследование все ещё продолжалось.
17 декабря 2024 года Народным судом городского округа Уси, Сюй Цзяцьзинь был приговорен к высшей мере наказания. 20 января 2025 года он был казнен вместе с другим массовым убийцей Фанем Вэйцю.